# يوشيهيرو نيشيمورا
يوشيهيرو نيشيمورا (باليابانية: 西村喜廣)، من مواليد 1 أبريل 1967م، وهو مخرج سينمائي ياباني.

## وصلات خارجية
- يوشيهيرو نيشيمورا على موقع IMDb (الإنجليزية)
- يوشيهيرو نيشيمورا على موقع ألو سيني (الفرنسية)
- يوشيهيرو نيشيمورا على موقع أول موفي (الإنجليزية)
- يوشيهيرو نيشيمورا على موقع قاعدة بيانات الأفلام السويدية (السويدية)
- يوشيهيرو نيشيمورا على موقع قاعدة بيانات الفيلم (الإنجليزية)
- يوشيهيرو نيشيمورا على موقع كينوبويسك (الروسية)
- "友松直之" (باليابانية). قاعدة بيانات الأفلام اليابانية. Archived from the original on 2016-03-03. Retrieved 2009-07-26.
- "西村喜廣 にしむら・よしひろ" (باليابانية). www.allcinema.net. Archived from the original on 2017-08-29. Retrieved 2009-07-26. {{استشهاد ويب}}: روابط خارجية في |ناشر= (help)
- Wong, Martin (2009). "Wizards of Gore." Giant Robot Magazine issue 61.